# 阿勒颇战役 (2012年—2016年)
阿勒颇之战是一场自2012年7月至2016年12月的军事冲突，冲突双方分别是叙利亚自由军及其圣战者同盟与叙利亚政府军。
反对派自2012年7月21日开始在叙利亚人口第一大城市与工商业中心城市阿勒颇市与政府军展开大规模战斗。战役在7月晚些时候逐渐升级。这场战役的范围及重要性使得双方战士将其称之为“战斗之母” (Mother of All Battles)。2016年12月22日，叙政府军宣布已经夺回阿勒颇全境的控制权，这意味着政府军击败反对派，取得了阿勒颇战役的胜利。

## 背景
阿勒颇是阿勒颇省省会，靠近土耳其南部边境，人口超过200万，该地有许多巴沙尔的支持者，地位仅次于首都大马士革。反对派表示要把阿勒颇变为“叙利亚的班加西”（班加西是2011年利比亚革命时期革命派的大本营）。反对派若赢得阿勒颇，则不仅控制了这座大城市，而且将掌握通往土耳其的关键口岸，获得更多武器和物资援助，因此阿勒颇具有重要的战略与经济地位。
在2011年叙利亚内乱开始时，叙利亚最大的两座城市，阿勒颇和大马士革的居民起初并没有大范围的加入。事实上，这两座城市有数以万计的人集会支持阿萨德政府。但是当叙利亚政府开始镇压游行并开始围困那些政府无法控制的城镇时，示威游行逐渐演变成了武装叛乱。由叙利亚政府军中的逃兵和平民志愿者组成的反政府武装开始在全国范围内与安全部队交战。
2012年阿勒颇省冲突在2月10日爆发。在接下来的5个月中，几场较大规模的冲突使得反政府武装控制了很大一部分阿勒颇省的乡村地区，如Tal Rifaat、阿扎茲和巴卜，以及通往土耳其的边境通道，但阿勒颇市仍牢牢掌控在叙政府手中。在7月19日，反政府武装开始进攻阿勒颇城区，战役开始了。

## 2012年

### 开局
在战斗开始初期，叛军由18个旅，共计6000到7000人组成，其中最大的一支武装力量是al-Tawhid旅，而表现最突出的是叙利亚自由军。叙利亚自由军大部分由叙政府军的逃兵组成。反政府武装中有很多人来自阿勒颇的郊区，比如巴卜、Marea、阿扎茲、Tel Rifaat和曼比季等城镇。
极端分子和外籍武装分子加入了战斗。据报道这些圣战者来自很多穆斯林国家，而他们当中很多人是来自邻国伊拉克的叛乱分子，经验丰富。一些叙利亚自由军的部队与这些圣战者合作。一个负责救助武装分子傷員的法国外科医生，Jacques Bérès，声称很多外籍武装分子是利比亚人、车臣人和法国人。这名医生说这种情况与伊德利卜和霍姆斯的情况形成鲜明对比。在那些地方外籍武装分子并不常见。
叙利亚政府军一开始可以在阿勒颇市得到补给。一名反政府武装指挥官声称大约70%的阿勒颇城区為政府军所掌控。但是，随着战局的发展，阿萨德政权失去了城内富裕阶层的支持。
在战役一开始，政府军将兵力投入到巷战中，他们将部队分成40人规模的战斗小组。这些士兵配备了自动步枪和反坦克火箭。火炮、坦克和直升机仅仅作為支援之用。
自从反政府武装处决了沙比阿民兵和al-Berri部落领导人Zeino al-Berr之后，al-Berri部落也加入到了针对反政府武装的战斗。一些基督教徒也支持政府军，并且成立了民兵武装。亚美尼亚人也支持叙政府军。阿勒颇城内的亚美尼亚人声称土耳其人支持叙利亚自由军打击亚美尼亚人。信奉基督教的阿拉伯人和亚美尼亚人的民兵大约有150人。大约有400名土库曼人在Sultan Abdulhamid Han的领导下加入战斗。
阿勒颇的库尔德人聚居区主要在民主联盟党的控制下。在战役的一开始，库尔德人就成立了武装组织，其中最著名的是庫爾德薩拉赫丁旅。民主联盟党与双方的关系都不好。他们声称不插手阿拉伯人的地盘并坚持不许叙利亚自由军进入库尔德人的地盘。除非他们遭到攻击，他们也不会和叙政府军交战。

### 武装反对派攻占阿勒颇东部
7月19日
武装反对派与安全部队在阿勒颇市西南的薩拉赫丁（Salaheddine）地区及其周边发生交火。同时，数千名来自阿勒颇市东部和北部的武装反对派分子开始向阿勒颇市进发。
7月20日至21日
发生在薩拉赫丁的战斗仍在持续。叙政府军开始用火炮和武装直升机轰炸武装反对派控制的地区，叙人权观察组织报道称“大量炮弹落进了该市，导致大量房屋毁損。” 阿勒颇市发生了大规模的反对叙政府的集会，这场集会后来受到政府軍士兵的枪击。
自由军开始全线攻击阿勒颇市中心的安全大楼等重要建筑。到了7月21日下午，武装反对派分子开始渗透到阿勒颇市东北部的Haydariya和Sakhour社区，并与政府军发生交火。政府軍使用火炮和装甲部队攻击反对派。据报道，阿勒颇的地方情报部门首长Mohamed Muflih少将变节加入反对派，逃到土耳其。战斗使得很多当地居民逃离家园。
7月22日至23日
在城内很多地方爆发了冲突。战斗从薩拉赫丁以及毗邻的Saif al-Dawla社区蔓延到了al-Jameeliya以及其周边地区，并且引发了一场针对城内的主要情报指挥中心的战斗。到了第二天，城东的武装反对派攻占了Hwlweniyeh地区。而根据一名武装反对派指挥官的说法，Hanano地区和Sheikh Najjar的工业区也遭武装反对派攻占。自由军发布了视频，显示他们可以在Tareeq al-Bab地区自由来往。不过这些地区都遭到了政府軍猛烈轰炸。叙国家媒体报道称有许多反对派在该市北部喪命，其中包括一名指挥官Mahmoud al-Ashqar。在市中心附近交火仍在持续，其中包括叛军对国家电视台和中央监狱发动的进攻。根据活动份子的说法，在中央监狱安全部队正在进行屠杀。

### 市中心的战斗以及政府军的增援行动
7月24日至26日
叙利亚自由军发动了一场旨在夺取市中心的攻势，并导致了阿勒颇老城城门附近爆发了激烈交火。位于城东的武装反对派持续向西边推进。据报道，双方还在Al-Arqoub地区发生冲突。当天政府軍第一次使用米格-23战斗机轰炸了该市东部的Tariq al-Bab地区，导致大量士兵和平民死亡。这是叙政府军的战机第一次对武装反对派控制的地区进行轰炸。
在之后的两天，叙政府向阿勒颇市增援了数千人。在抵达城市外围的部队中有叙利亚特种部队。到了当天结束时，有大约10000名政府军聚集在阿勒颇周边及乡村地区。武装反对派向抵达的援兵发起了猛烈的攻击。而相对的，1500到2000名武装反对派分子从叙北部抵达当地以支援已经在作战的2000名武装分子。战斗在阿勒颇老城区和Jamaliya、Kalasseh和Bustan al-Qasr地区持续。
7月27日
援兵仍陆续抵达，而小规模的冲突在外围地区持续。尽管武装反对派继续遭受轰炸，但他们向Fardous地区发动进攻。在叙政府军在通往机场的高速公路上攻击了一支库尔德人车队一天之后，已经控制了大部分Sheikh Maqsud和Al-Ashrafiya北部地区的库尔德人武装分子与叙政府军发生冲突，有6名政府軍士兵在与库尔德人武装的冲突中丧生。反对派占领了一处市中心的军事基地，并俘虏了100名政府軍士兵。在al-Fardous地区有15人死于直升机的袭击和轰炸。自由军当天控制了Sour al-Hajj地区的一个环状交叉路，并占领了一个5层楼的建筑，当时有75人关押在那里。叙国家电视台报道，共打死了5位武装反对派分子，另打伤许多武装分子。一名反对派指挥官证实了以上报道。
活动家Omar说早上7点至10点有15人死于政府部隊的屠杀，他自己也亲手解救了25名伤者。

### 突袭萨拉哈丁
在7月28日早晨，叙政府军对聚集最多武装反对派分子的薩拉赫丁地区发起了一场攻势。在战斗开始前在南部的外围地区约有80-100辆坦克。这次攻势由一场开始于早上4点，持续时间长达8小时的炮轰拉开序幕。在炮轰之后，坦克和地面部队进入了该地区。武装反对派声称他们击落了一架政府军的武装直升机，又声称8到10辆政府军的坦克和装甲车遭到摧毁。同时，来自薩拉赫丁地区的反对派攻击了一个市中心的警察局，有50到100名政府軍士兵在此守卫了三天。这场攻击旨在打通不同地区武装反对派之间的联系。到了当天结束时，这场攻势為武装反对派所击退，但政府军的轰炸仍在持续。叙利亚自由军有一名战地指挥官被击毙。到了第二天，薩拉赫丁地区的冲突仍在持续。據報有政府軍士兵带同四辆坦克变节加入武装反对派。到了晚上，叙利亚国家媒体报道，政府軍夺回薩拉赫丁地区。反对派声称他们控制了阿勒颇市35%到40%的地区。

### 8月初期的战斗
在7月末和8月初，叙利亚自由军持续对阿勒颇进攻，双方都遭受了惨重损失。反对派指挥官声称他们的主要目标是夺取市中心。武装反对派夺取了阿勒颇以北Anadan的一个重要的检查站，打通了阿勒颇市与土耳其边界的通道。武装反对派也夺取了巴卜，该地位于阿勒颇市西北，拥有一个政府军军事基地。之后，武装反对派使用缴获自Anadan检查站的武器和坦克，对位于阿勒颇西北30公里的Minakh空军基地发起进攻。武装反对派在阿勒颇市持续夺取地盘，控制了包括薩拉赫丁和部分Hamdaniyeh地区在内的大部分阿勒颇市东部和西南地区。他们持续对叙安全部队驻地和警察局发动攻击，导致在阿勒颇市西北的Zahraa地区的叙利亚空军情报中心附近发生了交火。武装反对派在Bab al-Nerab、Al-Miersa和Salhain地区夺取多个警察局和警察哨卡，缴获了大量武器和弹药。
叙政府军持续发动旨在夺取薩拉赫丁地区的攻势，同时对全城范围内的反对派控制地区进行轰炸。伏击和处决随处可见。政府军将部队投入攻占该地区中部和南部的行动，但行动只取得很小的进展。Berri部落首领Zino Berri遭处决后，该部落与武装反对派的冲突开始升级。

### 僵局
8月3日至8月5日
反对派的攻势陷入僵局。叙政府军最终投入了2000名援军。在攻占Minagh空军基地和位于Izza地区（距离薩拉赫丁东北几个街区）的国有电视台的行动失败后，武装反对派撤退了。
8月6日
在薩拉赫丁友一名武装反对派指挥官被击毙。位于Sakhour地区的Taweed旅媒体中心毀於一场空袭。武装反对派攻击了阿勒颇大学附近的一个检查站。总统官邸附近爆发了战斗，而政府军炮轰了位于Palace of Justice以及Marjeh和Sha'ar地区的反对派阵地。
8月7日
位于城中心的阿勒颇古堡陷入了武装反对派的包围。武装反对派至少控制了古堡周边至少两个方向。据报道叙利亚自由军在激烈交火中在Bab Jnen和Sabaa Bahrat地区取得进展。在北面，武装反对派试图攻入库尔德人聚居区，并与库尔德武装分子交火。战机对该地区进行轰炸，迫使武装反对派撤退。反对派活动人士确认阿勒颇已经處於政府军包围下。政府军从南边和西边向薩拉赫丁缓慢推进。

### 撤退
在8月8日早上，叙政府军发动了一场攻势，旨在重新夺回薩拉赫丁。叙政府军希望与阿勒颇古堡的部队打通联系。武装反对派据报弹药不足且身心疲惫。在持续一整天的激烈的交火和对该地区的炮击之后，十余辆坦克攻入了地区中心。在第二天晚上，炮击更加猛烈而有更多坦克攻入。叙利亚自由军的部队开始解体。到了当天中午，数百名武装反对派分子撤出该地区，但仍有一些人留在那里。在薩拉赫丁地区以东Saif al-Dawla和Bustan al-Qasar附近的一些武装团伙也开始撤退。这些撤退使得阿勒颇城获得了相对的平静，并且使政府军取得一些进展。在8月9日夜里，叙利亚情报人员和沙比哈民兵伴随着政府军士兵和装甲车，开进了这个社区，逐屋搜查残余的武装反对派分子。
战斗在Bab al-Hadid中部和Bab al-Nairab东南持续。武装反对派试图夺回薩拉赫丁，但政府军狙击手和迫击炮將其击退。

### 政府军对Saif al-Dawla的进攻
8月12日

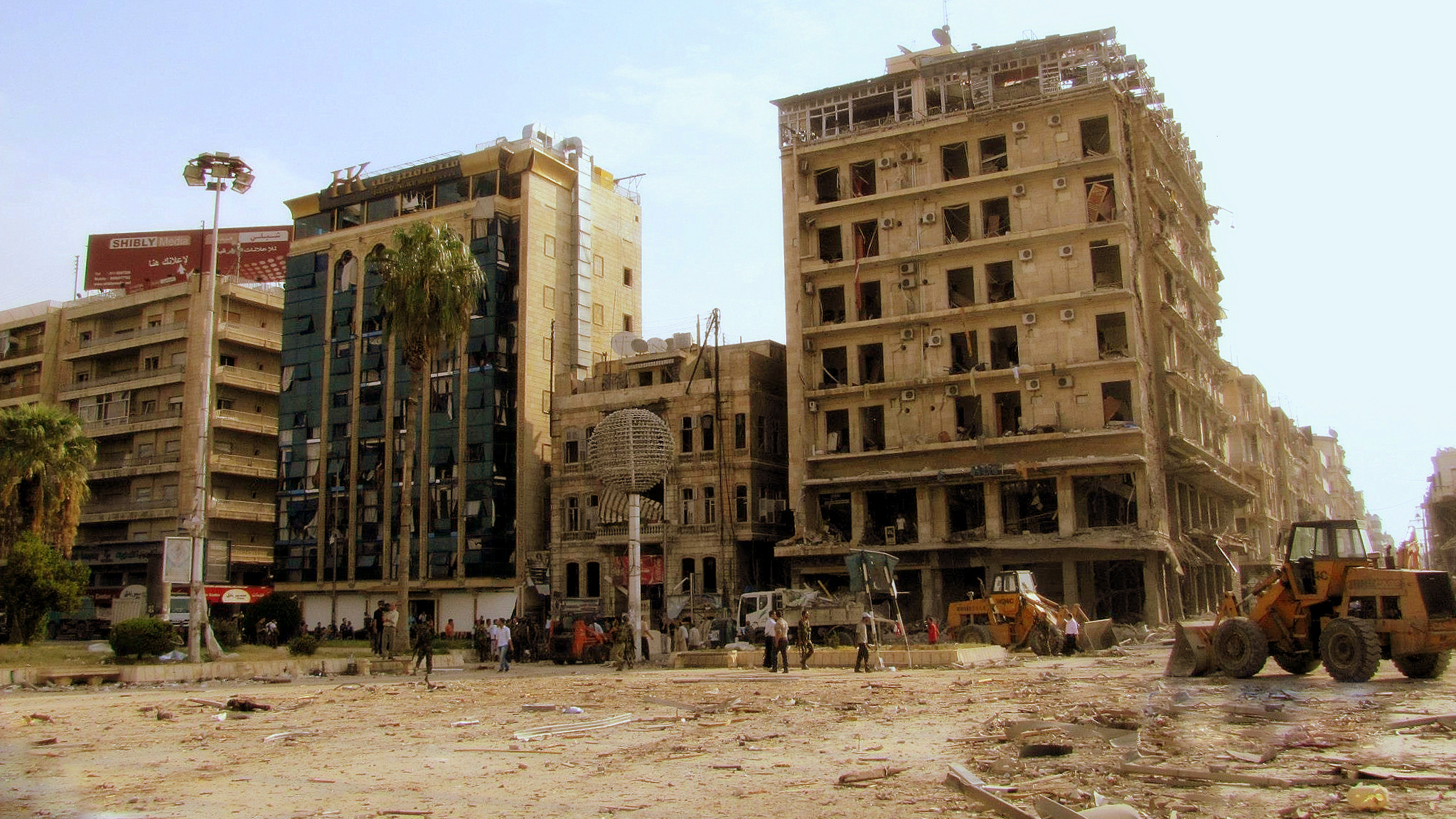
毀於轟炸的Saadallah街區

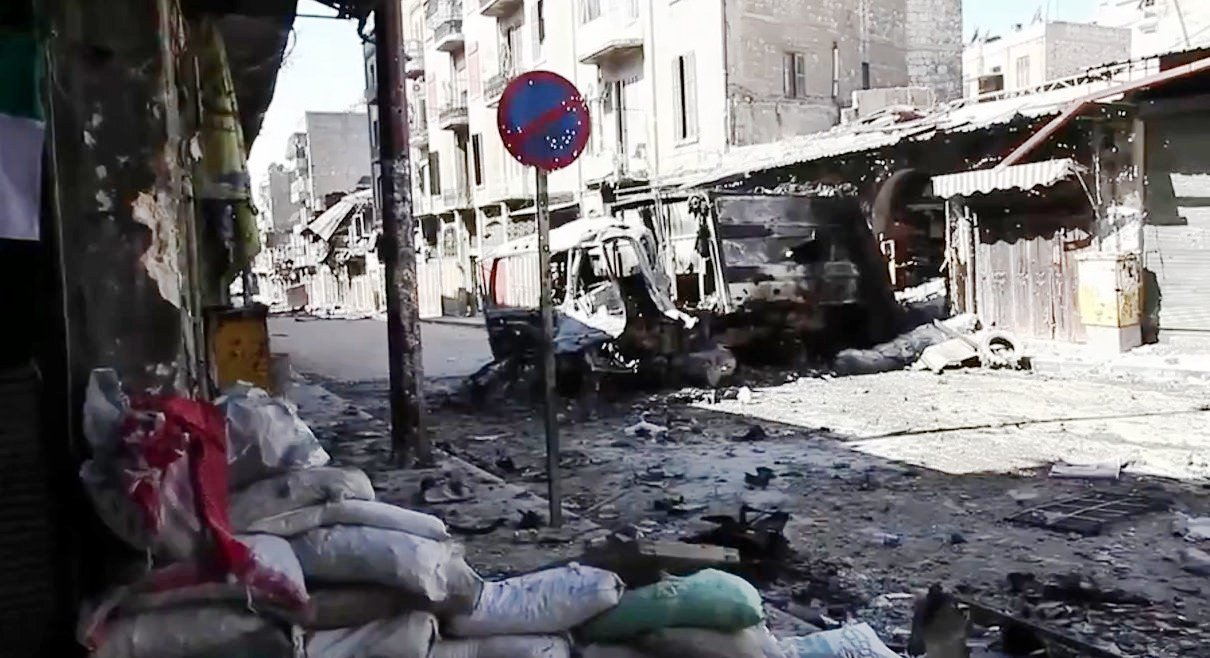
阿勒颇汽車炸彈

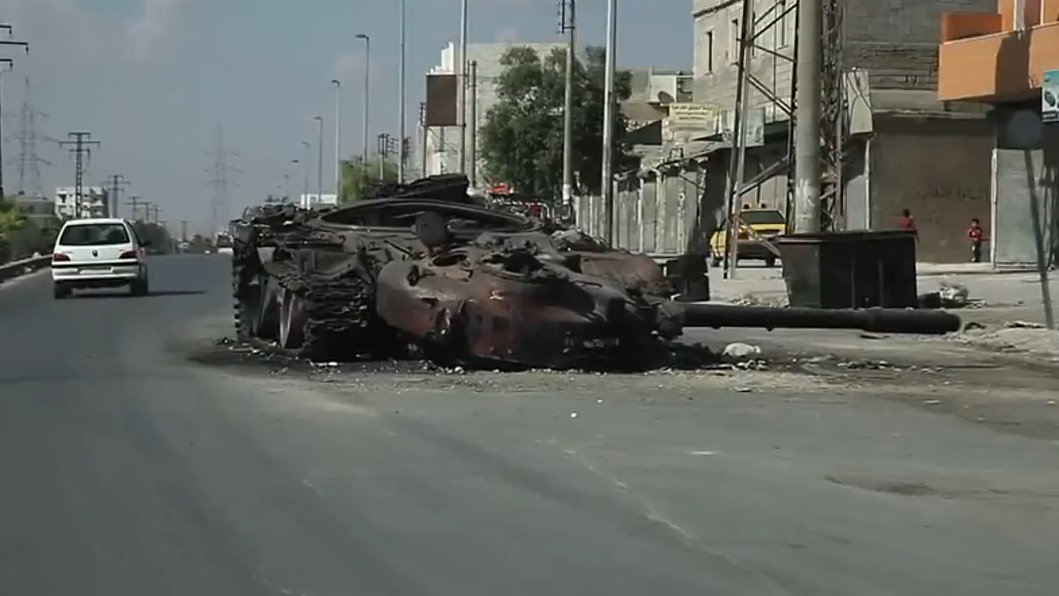
遇襲的T-72

2013年的街頭

坦克向Sakaheddine附近的一个交通要道推进，在那里有150名武装反对派分子防守。在这一天，武装反对派攻击了Sakaheddine的一个加油站。这座加油站作為政府军基地使用。武装反对派击毙了基地的指挥官，并缴获了一些武器和弹药。
8月13日
政府军向Saif al-Dawla西部地区推进。政府军也在叛军控制的Sukari地区推进。观察组织声称武装反对派对位于Zahraa地区西部的一处重要的空军情报分支机构进行了攻击。武装反对派对阿勒颇市的电视台和广播站再次发动进攻。
一段视频显示武装反对派击落了一架米格-23BN战斗机以及武装反对派在阿勒颇市及其周边地区处决了一些俘虏。反对派的活动分子声称武装反对派与屠杀无关。
8月15日
据报道武装反对派夺取了Bab al-Nasr及其周边地区，迫使政府军从市中心撤出。
8月17日
阿拉伯叙利亚通讯社（SANA）报道，在一次发生在al-Klasah地区Hanano的文化中心的军事行动中，击毙了一些叛军领导人，摧毁了Saif Addolah社区Adham Mustafa高中的一座军火库。在其他多个地区，冲突时有发生。
8月18日
据报道政府军在一些学校和医院所在的區域展開掃蕩行動。政府军声称已经控制了Maysaloun医院附近的地区。
8月20日
日本记者山本美香在枪战中身亡。这是在阿勒颇发生的第一宗外国记者身亡事件。
8月22日
武装反对派在Saif al-Dawla地区的进攻受到政府军猛烈的迫击炮和火箭筒击退。政府军向阿勒颇和两个相邻的城镇炮击。政府军对武装反对派的军火库进行轰炸，以迫使其撤离该市。

### 在基督教徒聚居区的冲突
8月23日，据報政府军占领了三个位于阿勒颇老城的基督徒社区，而Jdeide、Tela和Sulaimaniyeh三个地区在5天前已经為武装反对派攻占。一名当地居民声称政府军的到来受到数百名当地居民的欢迎。Jdeide地区的占领行动是由当地群众发起的。这些人在武装反对派设立检查站并向教堂和居民开火后拿起了武器对抗武装反对派。他们突袭了大多数武装反对派驻扎的广场并控制了该地。政府军之后加入了基督教民兵团体以将该地区的武装反对派驱逐出去。
美国哥伦比亚广播公司报道至少48名阿勒颇的富商（他们自称“阿勒颇伊斯兰学者阵线”），选出了一个临时市民议会作为阿勒颇新的政府接管该市。这48名富商先前是支持叙利亚政府的，但之后转投了反对派阵营。

### 消耗战
8月25日
阿拉伯叙利亚通讯社声称叛军指挥官Mohammad Yaser Karandal在Saif al-Dawla社区被击毙。
武装反对派试图阻止从Saif al-Dawla进发的政府军坦克。政府军还推进至Sukari地区。而反对派抱怨他们缺少火箭筒。
8月26日
阿拉伯叙利亚通讯社报道称城内十几个地方发生交火，尤其是在Hanano的文化中心、位于al-Saliheen的工业学院、al-Tananir广场和科技研究中心。
8月28日
阿拉伯叙利亚通讯社报道政府军夺取了一个大型武器存放地，还清除了儿童医院内的武装反对派。据报道在阿勒颇市的Saif al-Dawla、Sha'ar、Sakhour、Suweiqa和Sayyed Ali地区和Bayanoun村发生了冲突。
8月29日
在Hayyan地区，当局抓获了一名叛军领导人。
有报道指出叙政府军对位于反對派控制區面包店的平民进行无差别的炮击和火箭弹攻擊。人权观察组织认为这些行为是战争罪行。
8月30日
阿拉伯叙利亚通讯社报道在al-Khandaq大街和阿勒颇市东郊的Rasm al-Abboud村发生交火。政府军击毙了一名名叫Mohammad Issa Moussa的叛军指挥官。
8月31日
反对派活跃人士声称武装反对派在针对Kwers军用机场的攻击中摧毁了3架战机。政府军的战机和火炮则继续对叛军阵地进行轰炸。叙利亚人权观察组织报道称战斗在Sukari、Hanano和Bustan Al Qasr爆发。
9月3日
一名叙政府军的将军声称政府军控制了Saif al-Dawla的制高点。薩拉赫丁地区已处于政府军的控制之下。
9月6日
据库尔德活动人士报道，在政府军对Sheikh Maksud库尔德社区清真寺及其周边地区的炮击中，有21名平民丧生。

### 米丹区和Hanano区的战斗
9月7日至9月8日
武装反对派进攻了位于Hanano的一座军事基地。在进攻一座主要安全部门大楼的行动中，叙利亚自由军解救了350名拘留者。在一场持续20小时、双方伤亡惨重的战斗之后，政府军在第二天夺回了基地。这座军事基地為政府军军火库、征兵中心以及当地宪兵和防暴警察的司令部。
在9月8日，在武装反对派遭受猛烈炮击后，武装反对派从Sa'ad al-Ansari (Iza'a)、Saif al-Dawla和薩拉赫丁地区撤出。随后叙政府军进入了这些地区。
9月9日
在一场汽车炸弹袭击中，至少有30名平民丧生，64人受伤。阿勒颇省的省長表示爆炸发生在鄰近al-Hayat医院和中央医院的地区。这次爆炸使得这两座医院、al-Nusour al-Zahabiya小學及附近的建筑损毁严重。第二天叙利亚自由军宣称对此次袭击负责，并宣称这两座医院為叙政府军基地。
在这一天，在al-Shuhada'a社区的Qutaybah Bin Muslim al-Bahili学校附近发生了另一起汽车炸弹袭击事件，造成3名平民丧生，6名平民受伤。
9月10日
武装反对派在攻占Hanano兵营之后，武装反对派至少处决20名叙政府军士兵。这次集体处决是由叙利亚之鹰执行的。
叙利亚人权观察组织报道称，对Haidariyeh、Hanano、Meyseer和Sha'ar的炮击持续了整夜。一场发生在Midan区、持续三天的进攻受到击退，政府军迫使武装反对派逃往Bostan Pasha。
9月11日至12日
从9月11日晚到12日凌晨，政府军与武装反对派展开激战。政府军的矛头指向城南的Bustan al-Qasr、Sukari和Kellaseh地区和东北部的Sakhour、Sha’ar和Hanano。一名当地居民说政府军的武装直升机对Bostan Pasha的反对派控制区进行扫射。武装反对派对机场进行攻击，这引发了机场以北5公里的Al-Nayrab地区的交火。
9月13日至9月14日
阿拉伯叙利亚通讯社报道政府军在多个地区打死打伤多名武装反对派分子，还缴获了一些炸药、PK机枪、手枪、通讯设备、电脑和一些关于武装反对派的文件。叙利亚人权观察组织报道有11人在政府军对Helweniyeh社区的轰炸中丧生。叙利亚地方协调委员会报道叙政府军对Fardos区进行猛烈炮击。
据报道武装反对派在Midan区取得进展，打开了通往主要广场的通道。在一场激烈战斗之后一名当地居民声称“武装反对派盘踞在Bostan Pasha区并且已经在Suleyman al-Halabi大街取得进展。现在他们已经进入了Midan区的街道。”
Midan区的战斗持续到了第二天。战斗是围绕着两座警察局展开的。叙政府军与武装反对派在这两座警察局展开拉锯战，这两座警察局几经易手。阿拉伯叙利亚通讯社宣称已经清除了Hreitani大楼、体育学院和Maternity医院附近的武装分子。在政府军以顽强抵抗將之击退前，武装反对派试图在Midan区取得进展，这使得圣乔治大教堂也卷入了战火。
在晚间，据报道政府军对两座警察局进行空袭，迫使武装反对派撤退。政府军还对Hanano地区一座武裝反对派占领的警察局进行了空袭。一支叙利亚共和国卫队占领了位于反对派控制的Arqoub地区的Ansar清真寺。
9月15日
政府军控制了大部分的Midan区，并且头一次在该地区设立检查站。在Midan区和叛军控制的Bostan Pasha和Arqoub区交界处，武装反对派仍控制了一些据点。双方在Bostan Pasha区入口处继续交火，而政府军对Hanano的警察局再次进行空袭。除了Midan区，阿拉伯叙利亚通讯社报道称在al-Firdous和Mi-dan双方也发生交火。
9月16日
武装反对派试图再次攻进Midan区。稍晚时间，政府军宣称他們已经完全清除了Midan区的武装分子，并控制了该地区。一些区域仍有一些狙击手在活动。政府军在Arkoub区推进。

### 持续的战斗
9月18日
据报道在武装反对派控制的Bustan al-Qasr区发生交火和炮击，阿拉伯叙利亚通讯社宣称武装反对派遭受惨重损失而政府军方面有两名士兵丧生。冲突同样在Iza’a和政府军控制的Zahra区西面爆发。阿拉伯叙利亚通讯社还报道政府军摧毁了一辆满载军火的货车和两辆武装皮卡。在al-Mansoura地区阿拉伯叙利亚通讯社声称叙政府军击毙多名武装反对派分子。
9月20日至21日
叙政府军发动了一场旨在夺回Bustan al-Qasr的行动。在al-Fidaa al-Arabi学校附近发生了屠杀。阿拉伯叙利亚通讯社声称在Hanano区、al-Jadideh区的al-Fatayes和al-Arqoub地区和Qadi Askar那里的环形交叉路口发生冲突。阿拉伯叙利亚通讯社宣称武装反对派遭受惨重损失。政府军攻入了与Midan区毗邻的反政府武装控制的Suleiman al-Halabi区。
武装反对派试图将阿勒颇市及其周边乡村地区最大的两支武装反对派团伙联合起来统一指挥，以便两者能更好的协调行动。分析人士指战局陷入僵持是由于政府军士气低落并且无法通过高速公路从大马士革获取援兵和补给。阿勒颇的活动人士报告称在阿勒颇市内有37名平民在叙政府军持续整夜的轰炸中丧生。
在9月20日夜至21日凌晨，Hanano军事基地附近发生战斗。叙利亚人权观察组织报道在叙政府军试图夺回Bustan al-Qas之后，该地区仍持续受到攻击。政府军还在21日白天攻击了Shakour。据阿拉伯叙利亚通讯社报道，冲突在Shakour的环形交叉路口爆发，有十余名叛军在战斗中击毙。
9月22日
阿拉伯叙利亚通讯社报道，叙政府军重新夺回了位于Suleiman al-Halabi社区的第三工业学院，还摧毁了多个叛军据点。Suleiman al-Halabi社区的战斗在两天前爆发。
9月23日
据阿拉伯叙利亚通讯社报道，叙政府军已经夺回了位于al-Sayyid Ali的Qasr al-Wali饭店。这个饭店之前為叛军的行动中心。
9月24日
阿拉伯叙利亚通讯社报道，叙政府军夺去了农业学院和位于Suleiman al-Halabi的al-Quran清真寺和Ali Nasser Agha学校附近地区。该通讯社还声称政府军还夺去了基督教徒聚居的al-Jdeideh社区，而在Karm al-Jabal和al-Isharat社区，al-Jandoul、Bab al-Hadid和Qadi Askar两个环形路口，位于Sukari社区的al-Mahaba Hall和Bustan al-Basha地区的养老院附近，双方发生交火，武装反对派遭受严重损失。叙利亚人权观察组织声称政府军的炮击摧毁了一座居民楼，导致3名儿童丧生。叙利亚地方协调委员会报道Maadi遭受了炮击。
9月25日
據報政府军在Arkoub地区的行动已经结束，政府军正在挨家挨户的搜捕叛军。但是，叙利亚人权观察组织声称在Arkoub的交火仍在持续，阿拉伯叙利亚通讯社还报道称Suleiman al-Halabi地区冲突仍在继续，而在al-Sakhour地区和al-Shaar地区的al-Hakim医院附近爆发了新的战斗。
法新社报道了一场武装反对派领导人的会议，在这场会议上他们全面分析了反对派陷入的僵局，认为僵局是由于缺少弹药，虽然在之前对Hanano军事基地的突袭中缴获了5000支自动步枪和2500具火箭筒。

### 叛军新的攻势
反对派在9月27日发动了一场新的攻势。一名反对派指挥官宣称Tawhid旅正在诱使政府军向前推进。这次行动有6000名Tawhid旅的武装分子参与，除此之外还有al-Fatah旅和土库曼人的Ahfad al-Fatiheen旅。在攻击Hananou基地时夺取的武器弹药也挪為是次行動所用。
叙政府向该地区大部分手机发出短信，内容节选如下：“你有两条选择，为国家战死或讓国家清除，你来选择……游戏结束了…全面清除从邻近国家来的武装分子已经进入倒计时……”信息由阿勒颇地区两个国有的移动电信运营商向所有使用服务的叙利亚人发送。
到了第二天，反对派与一支与库尔德工人党有关的库尔德民兵组织爆发冲突的可能性在增加。那些怀疑库尔德民兵组织與政府有联系的反对派还威胁那些与邻国土耳其的库尔德工人党有联系的敌对派别。Tawhid旅的指挥官Abdelqadir al-Saleh要求库尔德民兵投降并且不要卷入一场注定失败且和他们无关的战斗。稍后，武装反对派试图进入北部库尔德人控制的謝赫馬克蘇德区，据报道在该地抓获了8名沙比哈民兵。反对派活动分子和武装分子报道称在謝赫馬克蘇德区库尔德民兵与政府军并肩作战对抗武装反对派。阿拉伯叙利亚通讯社声称政府军在阿勒颇老城的al-Taqadum Kindergartner、al-Milh广场和Forensic医疗中心与恐怖分子交战，使其遭受损失。
据报道在城中心和城南有战斗发生。在南部，反对派推进至Izaa区、Saif al-Dawla区和Sukari区。反对派指挥官Abu Furat说一座政府军基地受到攻占，打死25名政府軍士兵。根据一名武装反对派分子的说法，在战斗中有20名反对派丧生，60人受伤。据报道叙利亚自由军在Bdama社区遭受严重损失，一名指挥官高级助理遭到击毙。根据反对派的报道，在战斗中有一支反对派部队陷入包围，还有几支部队从前线撤出或者根本没有加入战斗。
Sham Falcon's旅的领导人声称在al-Arqoub、Maysaloon、Abdulla al-Jaberi广场、Hamdaniya和Jamiliya地区反对派取得了进展。他说叙政府军使用了飞机和炸药桶。
反对派宣称攻占了政府的广播站，而政府军的战机对城郊进行了轰炸。一场大火吞没了阿勒颇市的市场。烧毁了大约700到1000间商店。这座市场自从中世纪就已经存在，是当地的一个主要旅游景点，也是中东地区最大的有顶棚的市场。反对派指责是政府军的炮击导致了大火。根据阿拉伯叙利亚通讯社的报道在al Kalisah、al Firdous、Bab al-Nairab、Bab al-Hadid和Bustan al-Qasr地区发生了冲突。根据爱尔兰时报的报道，政府军坚守了阵地，使得反对派的攻势在一场巷战中瓦解。爱尔兰时报和路透社报道一些反对派部队受到包围，还有一些还没有进入城市就已经撤退了。根据阿拉伯叙利亚通讯社的报道，完全控制了al-Amiriyah地区和Tal az-Zarazir大街的大部分。叙利亚人权观察组织说Sakhour和Bab Hadid社区遭到炮击，而al-Arqoub和Aziziya发生了冲突。他们还声称薩拉赫丁区再次成为战斗焦点。
到了这场攻势的第三天，一名反对派活动人士告诉CNN，反对派已经控制了至少4个街区，并且据说反对派用迫击炮对al-Nayrab军用机场进行炮击，摧毁了两架直升机并损毁了机场主跑道。叙政府否认有毀損直升机，并宣称这些报道只是企图提振反对派的士气。根据阿拉伯叙利亚通讯社的报道，在位于Bustan al-Basha区的医学及体育学院附近和Cotton Gins地区附近以及al-Jandoul东部和北部，政府军摧毁了一些反对派的目标并使得反对派蒙受重大损失。报道中还提及在阿勒颇西部Baleh镇附近的交叉路口的行动给反对派带来损失。阿拉伯叙利亚通讯社还报道在Qastal Harami、al-Sayyed Ali和Maysaloun医院地区发生冲突。据报一名领导武装反对派组织的土耳其人和该组织的成员在al-Tananeer广场与政府军交火并遭击毙。
来自Tawhid旅及其他来自北边部队的武装反对派分子宣称他们已经部分控制了Jandoul环形交叉路口。武装分子还宣称击毙15名政府军、擊毀3辆坦克。
但是，从总体来说，反对派的攻势陷入僵局，武装反对派在重炮轰击之下，在他们的阵地苦苦挣扎。一名武装反对派分子说他已经厌倦了战斗又一次陷入了僵局。反对派把僵局归咎于缺少弹药和火力上的劣势。

### 阿勒颇广场爆炸事件、老城区和阿勒颇东部的战斗
10月1日至2日
叙利亚人权观察组织声称在al-Sha’ar地区的Karm al-Jaba社区，有40人在一起汽车炸弹袭击中伤亡。包括Shakur和薩拉赫丁在内的多个社区遭到轰炸。第二天，反对派宣称在Hanano地区击退了一次进攻，并且他们在猛烈炮击之下控制了大部分老城区。反对派似乎开始向城中心推进。
亲叙政府的黎巴嫩Al-Diyar报纸宣称在傍晚阿萨德总统乘直升机飞抵阿勒颇市，并命令30000名政府军和2000辆装甲车从哈馬省向阿勒颇开进，但阿拉伯叙利亚通讯社并没有提及这次视察。
10月3日
在市中心的Saadallah Al-Jabiri广场东部发生了三起自杀式汽车炸弹袭击事件，导致34人丧生，至少122人严重受伤。这起袭击是针对军官俱乐部、附近的Touristic旅店和历史悠久的Jouha咖啡馆。旅店遭受严重毁坏而咖啡馆则完全摧毁。军官俱乐部里的一座小型建筑物也毀於該案。
政府军在两名自杀式袭击者引爆炸弹前击毙了他们。叙利亚国家电视台展示了三具位于炸弹现场的身着政府军军服的尸体。其中一位其中一位明显身穿炸弹腰带，腰带上有连接手腕的定时器。稍晚时候，胜利阵线宣称对此次袭击负责。这个团体声称身着叙利亚陆军制服的自杀式袭击者攻击之后，自杀式汽车炸弹再展开了攻击。联合国安理会成员国一致谴责这次爆炸是恐怖袭击。
根据观察组织的报道，武装反对派袭击了一座情报机构大楼和一座驻扎大量政府军的旧菜市场。在晚上，据称反对派摧毁了两辆坦克。政府军在多个社区与反政府武装交火，并对Bab al-Nayrab、薩拉赫丁、Mashhad、Bab al-Nasr和Sakhur进行炮轰。交火中擊毀一辆政府军坦克，多名政府军士兵丧生。
10月5日
国营的叙利亚电视台声称政府军已经清除了Sakhour的恐怖分子和雇佣兵。在数天的战斗后，一名美联社记者说在近距离战斗后，武装反对派失去了对Saif al-Dawla地区數棟建筑物的控制。
武装反对派声称在薩拉赫丁地区取得进展，在漫长的战斗后，广场几经易手，最后落入反对派手中。
法新社报道在Arkoub区发生激烈的巷战。叛军攻占了医疗中心和学校作为临时基地。Bustan al-Qasr、al-Helk和al-Haydariy的社区遭到政府军轰炸。
10月6日
叙利亚国营电视台报道政府军击毙了四名土耳其人，这四人属于一个外籍武装分子组成的团伙。伊朗通讯社声称政府军已经夺取了Shakour区，但叙利亚自由军说在激烈战斗后，反对派击退了政府军的攻势。
一名法新社记者说叙利亚空军继续对Hanano军营周边的Bab al-Hadid、Arkub和Shaar进行轰炸。当地居民说这是开戰以来最激烈的战斗。BBC发现了一批乌克兰制造的军火而买方是沙特军队。这批军火储存在武装反对派使用的一座清真寺中。沙特和卡塔尔遭疑向反对派提供弹药，但没有类似防空导弹之类的重武器，因为美国担心这类武器会落入极端分子之手。
10月9日
武装反对派声称夺去了具有战略意义的Maarrat al-Nu'man镇。该镇位于连接大马士革和阿勒颇的高速公路上，而通过这条高速公路，很多政府军援兵加入了战斗、夺取该镇被认为是孤立政府军的战役的一部分。
10月10日
武装反对派发动了一场針對政府军驻扎的阿勒颇大清真寺的攻击。在持续4小时的战斗後，击退了反对派。反对派只留下狙击手对政府军进行攻击。在10月8日时，反对派也发动了针对清真寺的攻击，但位于阿勒颇古城堡的政府军阻止了他们。
在傍晚政府军对Haidariyeh、Sukari和Fardoss进行轰炸，同时在多處发生了激烈交火。一座位于反对派控制区的医院一天之内收留了100名伤者，但只有不到10名医生。由于缺少医生，在有些情况下兽医也要出任医生。
10月12日
反对派夺去了位于城东al-Tana村和Koris军用机场附近的一座防空基地。政府军在攻占發生后发动空袭，摧毁了该基地内的大部分火箭弹和雷达。到了当天晚些时候，由于害怕更多的空袭，反对派撤出了该基地。
10月13日
在一场激烈冲突过后，叙利亚空军情报机构大楼发生一场大爆炸。反对派使用炸弹袭击了位于Umayyad清真寺的政府军，使得反对派得以攻入了该清真寺。
10月14日至15日
在之前一天政府军撤出Umayyad清真寺之后，该清真寺遭人纵火。武装反对派摧毁了南部入口，得以直接攻入内院。之后，据报道政府軍重新夺回了该清真寺。这座清真寺遭受了自1822年地震以来最大规模的破坏。
据信是一架米格-23战斗机在15日中彈击落。驾驶员跳傘逃生，成為反对派的俘虜。
10月21日至22日
在阿勒颇新城区发生了一起自杀式爆炸，导致多人受伤，并对叙利亚-法国医院和al-Kalima学校造成严重破坏。叙利亚人权观察组织报道在阿勒颇古城堡附近发生激烈交火。阿拉伯叙利亚通讯社报道在一些社区内发生交火，反对派遭受重大人员和物资损失，尤其是在布斯坦巴沙（Bustan al-Basha）地区。
據報政府军击毙了一名反对派指挥官Adnan Farroukh。叙利亚人权观察组织声称在al-Itha'a 和al-Zabdiya社区双方发生激烈交火。

### 反对派10月份的攻势以及反对派与库尔德人的冲突
10月25日，大约200名武装反对派向位于库尔德人控制的Ashrafiyeh区开进。这是头一次有政府军或者武装反对派开进该地区。一般認為这一地区是中立，因为库尔德民兵与政府军和反对派都有冲突。Ashrafiyeh是公認十分重要的地区，因为它处于该市地势较高的地区，并且控制了连接城北和城南的通道。之前反对派也想开进这一地区，但是遭到擊退。
據報叙政府军已经从阿勒颇市中心撤出，使得反对派得以控制市中心的Jedida和Qadime基督教徒社区。但这则报道无法得到证实，因为缺少来自当地人的报道。来自亚美尼亚人聚居的Al-Zukur社区的民众说叙利亚自由军已经进入了这个区，并导致了冲突。
叙利亚自由军指挥官Riad al-Asaad的一位助手声称反对派已经控制了薩拉赫丁区。Liwaa al Shabhah旅的发言人说叙利亚自由军把政府军限制在了5个区之内。另有消息表明武装反对派在当天下午晚些时候在一些地区受到驅離。
一名叙利亚自由军武装分子告诉英国卫报说他们的主要攻击对象是叙利亚陆军用作基地的安全设施。他说武装反对派正在包围Midan区的安全部门大楼并且正在阻截来警察学校的援军。这座警察学校位于Khan al-Assal区，已经由叙利亚自由军围困了10天。武装分子声称反对派接管Ashrafiya是由于他们和库尔德工人党达成了一项协议。
阿拉伯叙利亚通讯社报道说叙政府军已经夺回了叙利亚-法国医院，并且在多场战斗中给反对派带来巨大损失。一些反对派认为来自叙政府越来越多的关于停战的呼吁是叙政府尝试阻止反对派获得补给并且利用四天时间的斋月来增强实力。
之后，一名反对派的指挥官声称叙利亚自由军在Arqoub、Siryan、Zahra和Firqan进行战斗，并且已经控制了Suleiman al Halabi。当地的活动人士声称在机场附近有激烈冲突并且武装反对派试图包围位于城市正南方的Nairab基地。据报道阿勒颇市中心已经在反对派手中，並部署了狙击手以阻止政府军的反攻。政府军从市中心撤出既可看做是政府军的一个陷阱，也可視同武装反对派攻击政府军补给线这一战术开始奏效。反对派还声称已经包围了阿勒颇古城堡。
反对派活动分子声称库尔德武装与反对派达成协议，让反对派通过库尔德人的地盘，还在晚上撤出了检查站。一名反对派发言人声称库尔德人武装将会加入叙利亚自由军。在al-Malhab军营附近发生激烈交火。
之后，据报道政府军的坦克进入了Faisal大街，这条大街连接了al-Jadide和Qadime两个基督教徒聚居区。这一行动迫使反对派进行战术撤退，回到了库尔德人聚居的Ashrafiyya区。
到了第二天，坦克进驻了Ashrafiyya区。库尔德人活动分子声称政府军榴弹炮炮轰了该地区，导致包括8名库尔德人在内的15人丧生。这场炮击还造成包括两名记者在内的15人受伤。活动分子还指责叙政府在该月早些时候攻击了一辆巴士，导致15人丧生，19人受伤。当时这辆巴士正从Erfin开往阿勒颇。
10月26日，叙政府指责反对派违反斋月停火协定。阿拉伯叙利亚通讯社报道称反对派在多个地点向政府军开火，政府军进行还击，反对派遭受严重损失。到了中午，武装反对派试图攻击位于Seryan区东北Mohasab基地附近的一座检查站。同时，法新社报道叙政府军正在守卫阿勒颇老城区的进出通道。还有报道称政府军将武装反对派从亚美尼亚人聚居的Al-Zukur区驱逐出去。
武装反对派与库尔德人民兵发生了冲突，当时库尔德人试图阻止武装反对派进入Sheikh Maqsud社区。19名武装反对派分子和5名库尔德人武装分子在冲突中丧生。一名库尔德领导人说他们之前与反对派达成了一项君子协议。协议规定反对派不得进入库尔德人聚居区，然而他们进入Ashrafiyeh，这违反了协议。根据一名活动分子的说法（这名活动分子之前组织了一场在Ashrafiyeh和al-Sheikh Maqsoud之间一座民主联盟党的检查站的游行），武装反对派向游行者开火，导致8人丧生，5人受伤。民主联盟党宣称在整个冲突中有10名库尔德人丧生，包括3名武装分子。叙利亚人权观察组织则认为有11名库尔德人丧生，计入丧生的19名武装反对派分子后总计有30人在冲突中丧生，还有200人成為俘虏或受到绑架。民主联盟党抓获了20名武装反对派分子，而反对派拘留了180名库尔德平民或武装分子。叙利亚人权观察组织说民主联盟党仍控制着Ashrafiyeh社区。稍后，一份民主联盟党的声明指责政府军和叙利亚自由军的暴力行为。这份声明说“我们必须选择保持中立，我们不会选边站，因为那样只会给国家带来痛苦和破坏。”武装反对派说在他们攻击一座位于Ashrafieh的由库尔德工人党和政府军共同守卫的安全部门大楼之后，冲突开始了。几天之后，在一份新的报道中，有30名武装反对派和15名民主联盟党武装分子丧生。
10月27日，阿拉伯叙利亚通讯社说武装反对派攻击了一座位于Sleiman al-Halabi社区的泵站，造成城市西部断水。武装反对派挨批绑架了黎巴嫩电视台记者Fidaa Itani，因为认为他的报道“不适合叙利亚的革命和革命者”（他之后獲反对派释放并前往土耳其）。叙利亚人权观察组织说在al-Leirmoun军事检查站爆发冲突。在al-Sayid A'li社区冲突则仍在持续，al-Sakhour 和al-Sha'ar则经常遭受轰炸。反对派释放了120名在先前冲突中拘留的库尔德人，但有一人在释放后不久由于反对派拷打导致的受伤而丧生。
10月30日，阿拉伯叙利亚通讯社报道叙政府军击退了武装反对派对军事检查站以及四个社区（包括Bustan al-Qasr）的攻击。分散在阿勒颇西部的武装反对派包围了Zahra空军情报机构并且遭受来自Ramoussa炮兵基地的火力打击，而这座基地也在遭受武装反对派从南面的进攻。
在库尔德人地区新的一轮冲突中，武装反对派向库尔德示威者开火，打死三人。

### 阿勒颇市西部的战斗以及反对派攻占基地
11月1日
叙利亚人权观察组织报道al-Sukari遭受炮击，在Zahraa、Aziziye和Jmayle发生冲突。在Atareb的一座面包厂遭受轰炸，至少12人丧生。这座面包厂很重要，它向附近40个城镇供应面包。政府军还轰炸了另外三座位于阿勒颇及其附近的Kafar Hamra、Ramoon和Qadi Aska面包厂。这些面包厂供应了这一地区大部分的面包。
11月2日
阿拉伯叙利亚通讯社报道叙政府军击毙多名武装反对派并在包括Bab al-Hadid在内的多个社区进行军事行动。
11月5日
在Zahraa区的一座环形交叉路口发生冲突。该路口位于城市西北出入口，并且处在通往机场的道路上。在Zahraa，空军情报中心大楼附近的一座建筑物发生大火。阿拉伯叙利亚通讯社报道政府军与武装反对派在al-Lermon和Zaki al-Arsouzi学校附近发生交火，反对派遭受重创。叙利亚红新月会报道大火烧毁了当地一座主要仓库，烧毁了為即將到来的冬天預備的物资。在机场附近据报道有交火发生。
11月11日
在这一天，政府军对北部地区的反对派阵地进行猛攻。政府军坦克对位于Zahraa、Liramun和阿勒颇老城区的反对派据点进行炮击。根据阿拉伯叙利亚通讯社的报道，政府军用迫击炮对Shaar、Sukari和Halab al-Jadida的反对派地区进行炮击。阿拉伯叙利亚通讯社宣称叙政府军攻占了Al-Sheikh Saeed地区。据报道更多的冲突发生在空军情报指挥部和Bustan Al-Qasr区附近。在对位于Karem Jaba区的一座政府军据点的攻击中，反对派开始使用炸药桶。这种武器与先前叙空军对反对派地区空袭中使用的很类似。他们将炸药桶通过下水管滚到政府军哨卡之下然后引爆。
11月15日
武装反对派攻占了Avto-machine大楼。在交通部大楼附近发生交火。
11月16日
在Liramun社区发生激烈交火和轰炸，两名武装反对派分子丧生。在Itha’a区、叙利亚-法国医院附近和Shahbaa社区的军事医院附近发生冲突。
11月17日
在Liramun发生一起汽车炸弹袭击事件。在城市西北部双方继续交火。武装反对派攻击了农业学校（这座学校作為政府军兵营之用），并且与叙利亚政府军第15师46团发生冲突。在Al-Haydariya社区，一枚炮弹击中了一辆巴士。
11月18日
武装反对派攻入了位于Urum al-Sughra的叙利亚第46团的大本营，并攻占了这座基地。这是一场持续2个月围困战之后武装反对派决定性的胜利。46号基地的陷落进一步孤立了在阿勒颇和伊德利卜战斗的政府军，同时保证武装反对派从土叙边界开始的补给线得以安全。附近位于Sheikh Suleiman的军事基地仍在政府军手中，在攻占46号基地后反对派紧接着对其发动攻击。
11月22日
根据叙利亚人权观察组织的报道，紧邻一座阿勒颇主要医院的一座建筑物在空袭中中彈，至少15人丧生，其中包括至少11名叛军，1名医生和3名儿童。
11月24日
据叙利亚人权观察组织报道，在位于Shekhan广场和Bani Zid社区附近的空军情报大楼双方爆发战斗。在步兵学院附近也有战斗发生。
11月26日
据报道在Suliman Halabi社区和Sakhour的交叉路口有冲突发生。反对派声称他们已经控制了通往阿勒颇的大部分道路，除了连接大马士革的高速公路。这条公路现在成了城内政府军唯一的补给线。
11月27日
武装反对派用地对空导弹在城郊击落了一架叙利亚军用直升机。
11月29日
在Bustan al-Basha爆发了战斗。
12月3日
据报道在Midan和附近的Suleiman al-Halabi区有冲突发生，同时政府军向陆军学院附近的村庄炮击。胜利阵线和自由沙姆人伊斯蘭運動控制下的布斯坦巴沙区爆发了战斗。叙政府军从Midan开始推进，控制了主要大街并抵达了位于Halak社区的Zahi医院。反对派仍控制小巷而战斗仍在持续。
12月5日
一伙武装分子杀害了摩洛哥荣誉领事Mohamed Alae Eddinne和另一人，当时Eddinne正试图离开宾馆。
12月10日
反对派攻占Sheikh Suleiman基地。據報是胜利阵线发动了这场攻击，而叙利亚自由军只有一个团体参加了战斗。有许多武装分子来自中亚，他们的指挥官来自乌兹别克斯坦。
12月15日
Tawhid旅最高指挥官Yusef al-Jader上校在突袭阿勒颇北部Muslimiyeh附近的军事学院時所击毙。叙利亚人权观察组织报道武装反对派夺取了军事学院的大部分，而叙利亚共和国卫队的士兵通过直升机部署在基地并展开反攻。最终武装反对派攻占了这座周长3公里的军事学院。在战斗至少有24名武装反对派和20名政府军丧生。剩余的政府军从基地撤出，在位于Muslimiyeh的监狱附近和漢達拉特（Handarat）社区附近的al-Kindi医院重新集结（该社区是巴勒斯坦难民营聚居区，在12月14日重為反对派夺取）。但是这些政府军仍旧遭反对派包围。

## 2013年

### 阿勒颇周边地区的交战
从2012年年末开始，当地机场周边的战斗日趋激烈。在12月份，胜利阵线单方面口头宣布成立禁飞区，并且威胁将会击落民用飞机。该组织宣称叙政府军使用这些飞机运送士兵和补给，在阿勒颇国际机场发生多次交火后，所有战斗在2013年1月暂停。叛军在机场周边攻击政府军，到2月中旬，至少有150人在这些战斗中死亡。
叛军对空军基地展开了攻击。在12月30日，在反政府武装进入机场周边地区后，叙政府军的飞机对其阵地进行了轰炸。到13年1月14日，反政府武装已经完全包围了这座基地。在2月11日，反政府武装突袭并且控制了Jirah基地，至少击毙或俘获了40名士兵。据报道，反政府武装缴获了一些捷克制造的L-39教练机。
在2013年年初，反政府武装对阿勒颇老城的攻势仍在持续。在1月12日，阿拉伯叙利亚通讯社宣称叙利亚陆军已经控制了Umayyad清真寺周边的地区，阿勒颇古堡以及老城附近的正义宫。但是，在2月底，在多天激烈交火后，反政府武装重新控制了清真寺，而叙政府军撤退至了附近的建筑里。之后清真寺周边的战斗仍旧持续。
在1月15日在阿勒颇大学发生两起爆炸，当时正值期中考试的第一天。两起爆炸共导致包括学生及平民在内的87人遇难，至少150人受伤。叙利亚驻联合国代表则声称有162人受伤。该所大学的宿舍用来安置难民。反对派指责是政府军的战机造成了这两起爆炸，而叙政府指责是恐怖分子进行了袭击。在这轮袭击之后，俄罗斯驻阿勒坡领事馆临时闭館。
比利时出生的法国记者Yves Debay在1月18日的冲突中丧生。叙利亚国家媒体报道反政府武装在Muhafaza Sakaniya社区政府军控制的建筑中发射火箭弹，而反政府武装则对此予以否认。
2月22日，反政府武装宣称三枚类似飞毛腿的导弹落入了Hamra、Tariq al Bab和Hanano社区，造成29人丧生，150人受伤。之后叙利亚人权观察组织更新了数据，宣称这次袭击造成58人丧生，其中包括35名儿童。
1月29日，大约110具尸体在Bustan al-Qasr地区西部的Queiq River岸边尋獲。这些尸体大多捆住双手并且头部中弹，而这一地区是反政府武装控制的。这些受害者据信是在过去几周时间里由叙政府军拘留、处决并扔弃。这些尸体从叙政府控制的上游顺流而下，漂至反政府武装控制的地区。在2月份，反政府武装控制地区的河中濺起一座栅栏，以便打捞顺流而下的尸体。由于不断发现尸体，当地居民车称Queiq River为殉难者之河。
1月31日，叙政府的战机对由人民保衛軍控制的Ashrafiyeh库尔德人社区进行了轰炸，至少20人丧生，40人受伤。据报道Sheikh清真寺也遭到了攻击。在几天前的1月28日，据报道一辆政府军的坦克向阿勒颇市的库尔德人聚集区发射了一发炮弹，炸死了1名儿童，炸伤两名妇女。
在1月早些时候，反政府武装包围了位于阿勒颇市西郊Khan al-Assal地区的警察学校。这座学校由叙政府军用来炮击周边地区。在2月24日，反政府武装使用缴获来的坦克突破了学校的围墙，然后攻进了学校。反政府武装夺去了多座建筑物，随后发生了激烈交火。3月3日叙利亚人权观察组织声称在该周有120名叙政府军和80名反政府武装丧生。3月4日，反政府武装完全控制了警察学院。据报道45名政府军死亡，这些人可能是在反政府武装攻入学校后处决的。
在2月2日，Sheikh Saeed地区的居民证实反政府武装已经控制了该地区，这使得反政府武装可以控制一条通往阿勒颇国际机场的关键道路。Sheikh Saeed是阿勒颇与Nayrab机场间最后的陆路。叙政府军撤离时，许多忠于叙政府的居民也逃离了家园。
在3月1日，叙政府军重新夺回了阿勒颇西南的Tel Shghaib村，在随后的几天，政府军夺取了一条通往受困机场的道路，建立了一条从哈马起始的政府军补给线。
一场反政府武装发动、旨在夺取阿勒颇市西郊Khan al-Assal村的攻势在持续八天后被击退。双方有200人在冲突中阵亡，其中包括120名政府军和80名反政府武装分子。在政府军阵亡人员中有115名是警察。叙政府宣称这些人是在Khan al-Assal的警察学院攻陷后由反政府武装处决的。
3月15日，反政府武装攻佔位于阿勒颇市西南Khan Tuman镇的一处弹药工厂及军火库。这处工厂用来补充弹药，使得叙政府军得以用来频繁轰击周边地区反政府武装据点。
3月19日，在阿勒颇市以西15公里的Khan al-Assal发生了一起化学武器袭击事件，大约26人受害。这次袭击是叙利亚内战爆发以来第一次有大范围报道的化武袭击事件。叙政府和反政府武装都宣称化学战剂是通过导弹或者火箭弹携带的。叙利亚新闻部长指责反政府武装制造了这次袭击事件，而反政府武装指责这次袭击事件是叙政府制造的。
3月29日晚间，反对派组织阿勒颇信息中心声称武装反对派已经夺取了先前由政府军和库尔德人武装把守的Sheik Maqsoud。但是，叙利亚人权观察组织声称反政府武装仅仅攻占了这一地区的东面。该组织还声称激烈的交火仍在继续。在这次战斗中，武装反对派抓获并处决了Hassan Seifeddine。此人是当地级别最高的亲政府的逊尼派神职人员。亲政府的Al-Ikhbariya电视台和阿拉伯叙利亚通讯社报道，他的頭顱於斩首后摆放在Al-Hassan清真寺的宣礼塔，但这些报道并未得到证实。叙利亚人权观察组织证实他的遗体在社区中拖行并暴尸。
在3月31日政府军进行了反击。交火集中在Awarded大桥以及Sheikh Maqsoud东部与布斯坦巴沙社区之间的地带。自从反政府武装对该地区发动攻击以来，共有43人丧生，其中包括15名平民，19名政府军及民兵以及9名反政府武装分子。
Sheik Maqsoud地区的民主联盟党派别的武装分子声称在该组织内部的一场长时间讨论之后，库尔德人主导的民主联盟党决定放弃中立地位，转而投入反政府武装阵营，与叙利亚自由军合作共同进攻有多名亲政府的民兵和情报人员驻扎的地区。但是，一天后一名民主联盟党的代表否认了这份声明，声称库尔德人还没有与反政府武装结盟，并坚称是政府军尝试通过库尔德控制区以抵达反对派力量控制的阿拉伯人聚居区时库尔德人才与政府军发生战斗。
根据民主联盟党的报道，15名叙政府军士兵以及一名民主联盟党武装分子，民主联盟党军事委员会成员Zekeriya Xelîl在这些冲突中丧生。
在4月2日，冲突在具有战略位置的Aziza村爆发。Aziza村位于阿勒颇市南郊，在此地反政府武装正在发起针对阿勒颇国际机场及其附属军用机场的攻击。到了4月6日，叙政府军夺取了村庄，迫使反政府武装撤到外围。大约35人在冲突中丧生，包括18名平民和5名反政府武装。这场战斗被视为一场政府军的关键胜利，因为政府军可以保护补给车队并且可以从此地对反政府武装进行炮击。4月8日，叙利亚人权观察组织报道称反政府武装的援兵已经抵达并加入了战斗。
同样在4月2日，反政府武装突袭了位于阿勒颇市北部进入口的al-Kindi医院。自2012年12月以来这座医院一直在政府军控制之下。反政府武装多次试图夺取医院但一直未果，而战斗在4月中旬一直持续。在战斗中这座医院部分损毁。80名政府军士兵以及65名反政府武装在战斗中丧生。
4月13日。在Sheikh Maqsood发生了神经性毒气袭击事件。一名匿名的医生报道称3人死亡多人受伤。
4月15日，据报道反政府武装已经完全控制了阿勒颇市北部进出口以及一座工厂和武器储存设施。
4月16日，双方停火。这个临时性的停火使得红新月会工作人员得以转移31具位在阿勒颇市城北的al-Sakhour地区、且已开始腐烂的尸体。三具尸体旋獲时捆住雙手，而有4具尸体烧得面目全非。
4月22日，两名叙利亚东正教教会的神职人员在完成人道主义工作返回阿勒颇的途中被绑架。国有媒体指责是反政府武装须对此负责，而反政府武装声明表示“谁都有可能”。
4月23日反政府武装夺取了Mennagh军事基地的一个关键要地。
4月24日，反政府武装占据的阿勒颇大清真寺的历史悠久的宣礼塔在战斗中摧毁。反政府武装宣称是政府军用坦克炮火摧毁了宣礼塔，以阻止其成为一个狙击手阵位，而叙政府则宣称宣礼塔是胜利阵线所摧毁的。
5月4日，Menagh空军基地围困战仍然在持续。据称反政府武装击毙了基地指挥官并且夺去了基地的另一部分，反政府武装宣称一部分飞行员已经叛變并且刺杀了基地的军官。叛变者告诉反政府武装称基地内还有大约200名士兵，这些人盘踞在指挥部大楼并且得到几辆坦克的支援。由于害怕叛军的突袭，很多士兵睡在坦克四周。
5月9日，据报道空袭迫使反政府武裝从空军基地中撤出。阿勒颇民用机场附近的Malki村检查站附近发生交火。
5月10日，叙利亚人权观察组织报道反政府武装已经切断了通往Halab al-Jadida的道路。这条道路是政府军连接阿勒颇及哈马的主要补给线。
5月15日，反政府武装突袭了阿勒颇市中部的一座监狱。这座监狱中关押着4000名囚犯，这其中包括了普通囚犯和政治犯。攻击由两次在监狱门口的汽车爆炸开始。反政府武装攻占了一座驻扎着政府军的院落，但随着政府军坦克和战机的介入而陷入僵局。
到了5月16日，由于政府军开始将囚犯的尸体从窗口抛出，反政府武装被迫撤退。据报道在轰开了大门之后，反政府武装分子控制了监狱内的一座建筑。反政府武装持续用火箭弹轰击监狱设施直到晚上。
在5月上旬，反政府武装派别Ghuraba al-Sham与Judicial Committee alliance控制下的武装派别开始发生冲突。后者指责已经与胜利阵线结盟的Ghuraba al-Sham在欺骗、劫掠民众。
根据多个反政府武装派别的报道，在胜利阵线领导人約拉尼向基地组织领导人扎瓦希里效忠之后，胜利阵线的实力开始消弱。在宣誓效忠之前，已经有多个武装组织脱离了胜利阵线，在一天之内有120人脱离了该组织。
5月24日，在一系列从夜间持续到早晨的冲突之后，多支政府军部队进入了Dahr A'bd Rabo地区。反政府武装试图阻止政府军进攻该地区，导致Bani Zeid和Tariq Castillo地区爆发了冲突。
一名先前为叙利亚科学研究中心工作的科学家宣称叙政府在小规模的使用化学武器，以展示对反政府武装的优势。而遭受化武袭击的地区中包括了Sheikh Maksoud地区。这名科学家还声称2013年3月19日发生在Khan al-Assal的化武袭击所使用的化学武器更像是催泪瓦斯而不是神经性毒气。
5月25日，Kweiris军用机场周边地区爆发了冲突。而在半夜，Jub al-Jabali社区的外围地区也发生了冲突。
5月26日，根据叙利亚人权观察组织报道，发生在中央监狱的战斗中，有15名囚犯丧生。
5月27日，一支政府军车队在前往al-Sfeira城附近的Qubtein村时遭遇攻击。据报道叛军摧毁了2辆坦克。反政府武装与来自Nebbel和al-Zahra两个村庄的亲政府枪手发生暴力冲突。
6月1日，据报政府军士兵处决了50名囚犯，另有31名囚犯死于反政府武装对中央监狱的炮击。40名政府军士兵死亡。6月2日，一名黎巴嫩真主党高级指挥官说，阿萨德总统方面已经号召数千名真主党战士能深入叙利亚北部，在阿勒颇市及其周边地区支援政府军部队。据估计大约4000名真主党武装分子响应了号召。在周日叛军和真主党武装已经进入该城并准备开战。
由于部分叛军分散到古赛尔战役，叛军对阿勒颇的关注减弱。
6月4日，在Kafarhamra地区爆发了冲突，政府军炮轰Kedar村。

### 代号“北方风暴”
6月9日，政府军宣称将发动一场代号北部风暴的军事行动，旨在攻占阿勒颇及其周边地区。为了对这一行动做好准备，政府军向Al-Nubbul和Zahra这两个什叶派群众聚居的村庄增派了部队。政府军有意通过这两座村庄向阿勒颇进军。而叛军则在阿勒颇南部的Salamiyeh加强力量防御政府军的坦克从这一地区攻入。
从6月7日到6月14日，叙利亚陆军、亲政府的民兵以及据报道还有真主党武装分子发动了军事行动。在一周之内，政府军方面在城区和城郊都取得了进展，迫使叛军撤退。但是，在6月14日，根据反政府活动人士的说法，叛军对从阿勒颇通往城西北的两个什叶派聚集的村庄的增援进行了阻截，这使得局势发生了扭转。从6月14日到16日，叛军阻截了援军两天时间。在Maaret al-Arteek西北，叛军声称摧毁了一辆坦克并打死了20名士兵。不过在援军受阻之前，政府军已经夺取了Maaret al-Arteek的制高点，这使得叛军的阵地受到威胁。叛军的实力由于在几天前从沙特接收了50枚俄制9M113反坦克导弹后得到增强。在6月13日城区内的战斗中，政府军方面一度从al-Sheikh Khudur和Shurket al-Kahraba这两个地方向叛军控制的Sakhour地区取得进展，但稍后遭到击退。
6月12日，叙利亚自由军宣称在al-Bouz和al-Khanasir之间的一场伏击中打死了40名真主党士兵和叙政府军。这些人当时正乘坐着巴士。
6月17日，在阿勒颇国际机场以东的al-Douwairinah地区，一座陆军设施遭到汽车炸弹袭击。胜利阵线宣称对此次袭击负责。一些反对派活动人士声称这次袭击至少造成60名士兵丧生。但根据叙利亚人权观察组织报道，只炸死6名士兵，炸伤15人。

### 叛军在西面的攻势
6月21日，叙利亚自由军声称总共有13个旅，其中包括实力较强的Liwa al-Tawhid和Farouq旅已经开始了一波新的攻势。叛军的目标中包括位于阿勒颇新城Rashidin地区的军事研究设施。叛军的迫击炮频繁开火。叛军宣称他们正在向Rashidin进军以清除包括政府军用来炮击叛军的区域在内的所有军事目标。
6月23日，12名政府军士兵在一场汽车炸弹袭击中丧生。有6名来自Islamist Al-Farouq旅的叛军喪命。
6月24日，叛军声称他们利用最近得到的反坦克武器，击退了一次猛烈进攻。根据一名反政府武装分子的说法，叛军在城东和城西发动反击并正在向农业研究中心进发。
6月25日，根据叙利亚人权观察组织的说法，叛军在阿勒颇市西面进军，在Rashidin和Ashrafiyeh采取与政府军针锋相对的行动。
7月7日，有多人在对阿勒颇中央监狱的炮击中丧生，不清楚是哪一方发动炮击。
一名活动分子声称由于叛军封锁了阿勒颇市西南的高速公路，在政府军控制的地区一些急需的食品发生了明显的短缺。而来自叛军的消息则声称城内的食品短缺是政府军故意造成的，并声称是高速路上激烈的交火使得没有一辆车可以安全通过这段路。阿勒颇市西南的高速路是阿勒颇市西部地区食品的主要通道。并且是所有通向该市的公路中最具战略意义的。
7月17日，据报道叛军在薩拉赫丁地区取得了小范围的进展。
7月21日，据报道反政府武装分子已经完全控制了阿勒颇市城郊的Khan Al-Assal地区以及城东的Mataa和Summakiyah两座小镇。Khan Al-Assal是阿勒颇市西郊政府军控制的最后一块地盘，而叛军声称夺取这一地区之后叛军得以控制整个阿勒颇市西郊。一段未经证实的视频展示了政府军在当地指挥官Hassan Youssef Hassan的遗体以及身份证。叙政府及反对派都报道大约150名政府军士兵在战斗中丧生，其中有51人是在投降后处决的。据报道这次大规模处决是由胜利阵线和Ansar al-Khalafa al-Islamiya旅执行的。
7月23日，一些分析人士认为北部风暴行动只是一场佯攻，因为政府军方面并没有发动大规模的攻势。这一佯攻的目的在于使叛军转移到阿勒颇地区而政府军得以扩大霍姆斯围困战，使得政府军消灭市中心叛军的抵抗。
7月31日，在重新聚集兵力之后，政府军对Khan al-Assal外围的叛军阵地进行攻击。
8月6日，在持续10个月的围困之后，反政府武装分子完全控制了Menagh空军基地。
8月16日，政府军的战机轰炸了叛军控制的Kalassa地区，摧毁了3座建筑并导致15人丧生。
8月23日，叛军在阿勒颇市东侧和南侧夺去了13座村庄。 
8月26日，叛军控制了阿勒颇与哈马省之间具有战略意义的城镇Khanasir。据报道，叛军击毙了50名以上的亲政府武装分子。叙利亚人权观察组织声称叛军夺取这个城镇使得在阿勒颇的亲政府力量陷入了反政府武装的包围。 
9月21日，叛军夺取了阿勒颇以南的多个村庄。这场攻势旨在切断亲阿萨德力量与大马士革之间联系。
10月1日。16名民兵在企图渗入Salah al-Din区域时遭遇伏击并击毙。在另一场发生在毗邻的Ansari地区的冲突中，政府军击毙多名民兵。 
10月3日，一个观察组织声称在周四政府军夺回了阿勒颇省北部具有重要战略地位的城镇Khanaser。数天之后，政府军向Khanaser周边村庄推进，使得通向阿勒颇的补给线得以重新开通。阿拉伯叙利亚通讯社报道说，在这一地区政府军重新夺回了超过40个村庄的控制权。而叙政府军的工兵部队摧毁了叛军的工事，并拆除了大约600个反坦克地雷及1500个爆炸装置。
10月10日，由于叛军试图攻入薩拉赫丁，爆发了一场大规模的枪战，10名政府军士兵和6名叛军丧生。
10月18日，叛军突袭了位于阿勒颇西南Hujaira和Obaida的一座防空设施，20名政府军和7名叛军丧生。

### 80号基地战役和政府军的攻势
11月8日，在日出之前，叙利亚政府军对80号基地发动攻击。这座基地位于阿勒颇机场附近，自从2013年2月以来一直由叛军控制。政府军在坦克和重炮的支援下发起了攻击。根据Al-Jazeera的说法，如果政府军成功夺取该地，将切断阿勒颇市与距土叙边境30公里的小镇巴卜之间的叛军补给线。在早上，政府军夺取了80号基地的多个区域。在下午，反政府武装获得了增援并重新集结，之后对这一基地发动进攻。在战斗中，叛军的阵地遭受了20余次炮击和空袭。日落之后，反政府武装开始了反击，在第二天黎明之前设法夺回了基地的大部分区域，但交火在基地周边依旧持续。在这次进攻中，叛军使用了BM-21火箭炮。
11月10日，在80号基地周边交火依旧持续，而发生在基地内的交火则更加多了。在冲突中，叛军击毁了两辆政府军装甲车，而叛军则有一辆坦克被摧毁，有5名叛军丧生。到了下午，政府军头一次完全控制了这座基地。根据叙利亚人权观察组织的报道，63名叛军，其中包括11名外籍武装分子，以及32名政府军在这场战役中丧生。另一则报道则称有60到80名叛军遭到击毙。在这场突袭中政府军得到了黎巴嫩真主党和亲政府民兵的支持。
11月11日，政府军夺取了基地周边的一系列阵地，使得政府军控制了阿勒颇国际机场周边的大部分地区。
11月12日，政府军在坦克的支援之下，夺去了Ashrafieh和Bani Zeid区北部的两座高层建筑。并在街道上的近距离战斗后攻入了两个社区。在11月17日，叙利亚政府军攻入了Saifal-Dawlah社区，并且攻占了多个地点，但战斗在这一社区仍在持续。
到了12月中旬，根据库尔德新闻社Rudaw的报道，政府军已经控制了阿勒颇市60%的区域。

### 政府军的空袭
12月7日，一次针对Bezaa镇的空袭导致至少20人丧生，其中包括8名儿童和9名妇女。
从12月15日到12月28日，根据叙利亚人权观察组织的说法，政府军用直升机向叛军控制的区域投掷炸药桶，造成517人身亡，包括151名儿童、46名妇女和46名叛军。其中76人是在12月15日一天内炸身亡，大约93到100人实在12月22日死於轟炸。到12月18日，共炸傷879人。在头四天，政府军的攻击集中在阿勒颇市区，但到了12月19日，袭击的范围扩大到了周边的村庄。而一名叛军指挥官声称截止12月26日，超过1000人在空袭中丧生。
12月20日，反政府武装，其中包括胜利阵线，控制了Kindi医院。数月以来这个医院一直作為政府军基地。两名胜利阵线的武装分子首先对守卫医院的检查站进行自杀式爆炸袭击。随后爆发战斗，在战斗中擊斃20名政府军，俘虜数十人。几天之后，政府军突袭并重新夺取了阿勒颇市东北的Bani Zeid社区。
12月25日，亲政府的信息来源声称叙政府军攻占了al-Sheikh Maqsoud和al-Jbanat地区。

## 2014年

2014年3月阿勒頗形勢圖
（紅：政府軍控制區，綠：反對派控制區，黃：庫爾德族控制區，灰：伊斯蘭國控制區）

2014年1月8日，忠于叙利亚反对派全国联盟的伊斯兰武装攻击了位于Qadi Askar区一座医院内的ISIS指挥部。据报道武装反对派成功控制了该基地，解救了大批囚禁在內的反对派和平民，还发现了十余具明显是遭到处决的尸体。在其他地区，据报道在Saliheen区有100名ISIS的成员投降。截止1月6日，死于空袭的人数上升至603人，其中包括172名儿童、54名妇女和52名武装反对派。
1月9日，据报道反对派已经将所有ISIS成员赶出了阿勒颇市。同日援助组织声称已经有超过700人在空袭中丧生。
2014年1月11日，政府军成功控制了al-Naqqarin地区和Sheikh Yusuf山区，并且正在向阿勒颇市工业区推进。根据反对派活动人士的说法，反对派很害怕失去对工业区的控制，因为失去这一地区会导致他们与土耳其之间的补给线遭到切断。第二天，政府军还向连接机场和政府军控制的城市西侧的高速公路推进。
1月14日，据报道政府军攻占了阿勒颇东郊的al-Zarzour、al-Taaneh、al-Subeihieh和53号高地。1月15日，Al-Manar电视台报道政府军攻占了al-Sabaheyya、al-Faory和Tal-Riman，以及Al-Safira东部，并正在向发电站和Al-Safira东北部推进。当天晚些时候，Al-Manar电视台声称政府军攻占了阿勒颇东部的Tall Alam和Huwejna，并仍在向发电站推进。与此同时，政府军从位于阿勒颇市以及发电站东面的Kweires军用机场开出，并夺取了基地周边的村庄。
1月17日，政府军轰炸了Tal-Na'am、Jobul和Tal-Estabel村，并夺取了Tal-Sobeha村。到了1月18日，政府军攻占了发电站西侧的Tall Alam镇以及工业区南郊的Sheikh Zayat镇。
1月21日，Balat村发生交火，并且该村庄遭到了一次空袭。
1月22日，政府军试图在阿勒颇市中心的Aziziyeh区继续推进。与此同时，阿勒颇南郊的Aziza镇受到反对派的进攻，进攻持续到了1月24日。
1月25日，在持续3天的战斗之后，政府军攻占了阿勒颇东面的Karam Al Qasr社区。
1月27日，在阿勒颇老城的倭玛亚清真寺地区，战斗重新打响了。同时，反对派声称他们在Hoihna山区摧毁了一个真主党的基地，还攻占了阿勒颇西北Maarath Al-Artik镇的大部分建筑。
1月28日，武装反对派夺取了Maarath Al-Artik附近的山区。这一地区一直作為政府军炮轰周边反对派控制的村庄。在同一天，据Al-Watan报报道，政府军取得了更多的进展并攻占了Ballura和Kasr al-Tarrab区。该报还报道称政府军从东边的Nairab机场和南边的Aziza村同时发动一场行动，还声称政府军已經抵达了位于阿勒颇东南、作為反对派重要据点的Mayssar外围。与此同时，叙利亚人权观察组织报道Mayssar、Marjeh和Enzarrat区的居民因为战火逃离了家园，前往已经處在政府军控制下的社区。
2月2日，Al-Watan报报道政府军宣称已经控制了Karam al-Turab区东部的大部分地区，而这一点也得到叙利亚人权观察组织证实。

## 2015年

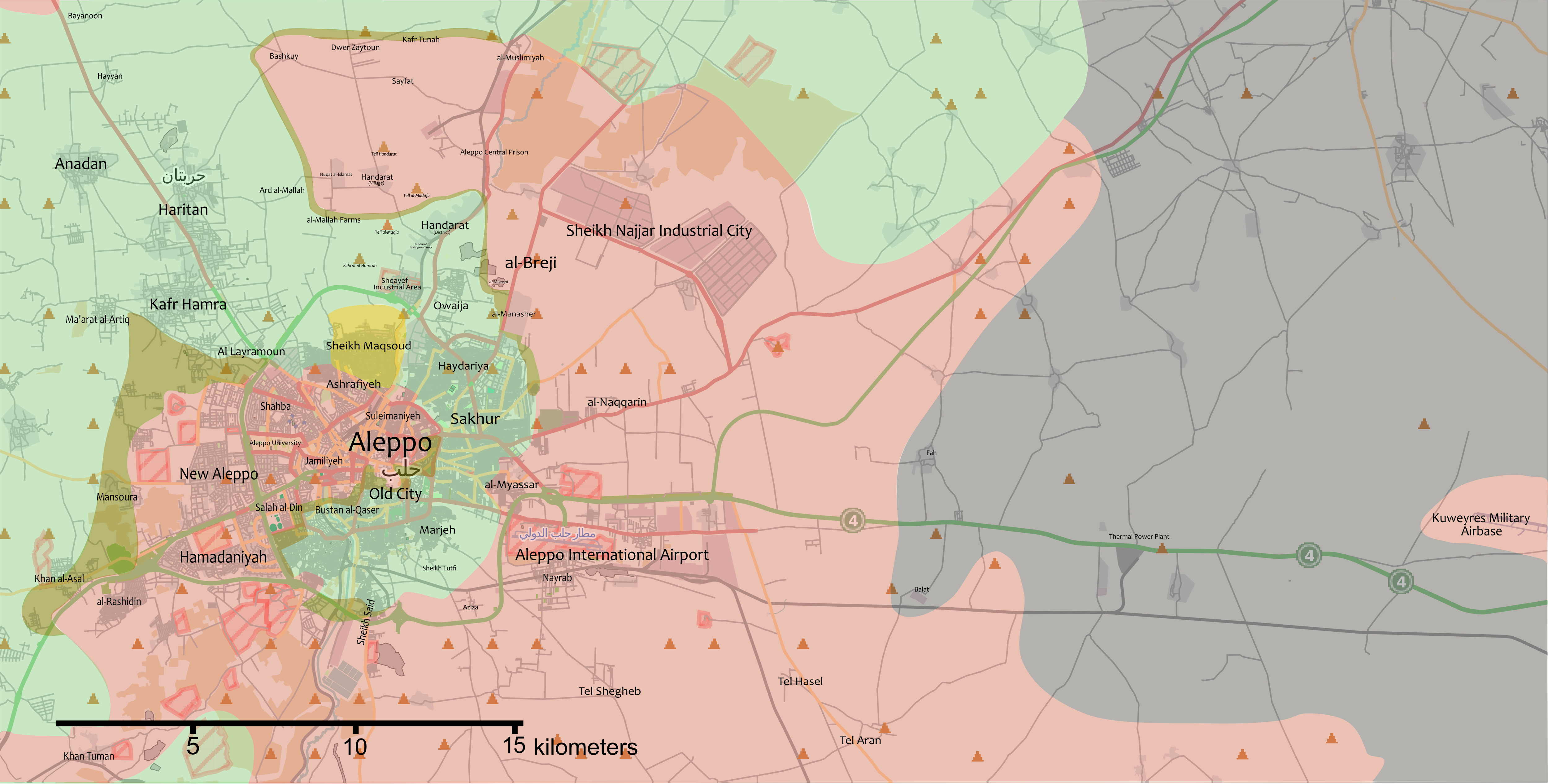
2015年4月阿勒頗形勢圖
（紅：政府軍控制區，綠：反對派控制區，黃：庫爾德族控制區，灰：伊斯蘭國控制區，棕黃：爭奪中的區域）

2015年2月中，政府軍與盟友在阿勒頗北郊發起攻勢，試圖切斷反對派通往阿勒頗市的補給線。
2015年9月30日起，俄羅斯空軍開始空襲敘利亞反對派。10月，伊斯兰国見反對派遭到俄軍重創，趁機攻佔阿勒頗市郊原由反對派控制的大片地區，距離阿勒頗市只有10公里。

## 2016年
2016年6月25日敘政府軍在俄羅斯空軍支援下在阿勒頗西北部發起新攻勢。7月政府軍切斷了反對派通往阿勒頗東部的最後一條補給線：卡斯泰洛路，反對派控制的阿勒頗東部由政府軍完全包圍。反對派在2016年8月一度打破政府軍的包圍，但於9月初再次被合圍。俄敘聯軍於9月發起另一次攻勢，試圖收復已遭包圍的阿勒頗東部，反對派在10月對阿勒頗西部發起另一次反攻，以失敗告終。
12月是戰局大量變化的一個月，在俄羅斯空中力量和航母及若干親俄國家幕後資源支持之下，敘利亞總統阿薩德的政府軍獲得大量戰果，且先解決歐美支持的反對派武裝再攻擊伊斯蘭國的戰略意圖明顯。若失去最後的大城阿勒頗，則反對派不再有城市級的立足據點。同時地面有伊朗與黎巴嫩的什葉派強硬人士組成外籍志願軍擔當主力，反對派在血腥巷戰中連連戰敗，其軍力和支持群眾壓縮至7平方公里包圍圈中之後更壓縮至2平方公里，在高密度人口區中若是遭大型轟炸將有空前死傷，在外交斡旋下敘俄一方同意投降者可以逐步撤出。至此基本上政府軍收復了所有大城市，總統阿薩德並在電視訪問指出歐美在攻城決戰過程中一直拋出的停火建議和人道主義原則，本質是一種干擾來包庇恐怖份子，沒有所謂反對派和伊斯蘭國的差別，他們都是恐怖份子必須全部消滅。
2016年12月22日撤離行動結束，反對派武裝人員、家屬及其他平民總計有至少34,000人撤離阿勒頗東部，在最後一批撤離者離開後，叙政府军宣布已完全夺回阿勒颇全境的控制权，这意味着叙利亚政府取得阿勒颇战役的全面胜利，也意味着长达4年半的阿勒颇战役的结束。